# 233 Asterope
233 Asterope è un asteroide della fascia principale del diametro medio di circa 102,78 km. Scoperto nel 1883, presenta un'orbita caratterizzata da un semiasse maggiore pari a 2,6605429 UA e da un'eccentricità di 0,1007507, inclinata di 7,67535° rispetto all'eclittica.
Il suo nome è dedicato a Sterope o Asterope, nella mitologia greca una delle Pleiadi.